# Krankenhaus Rotes Kreuz Vilnius

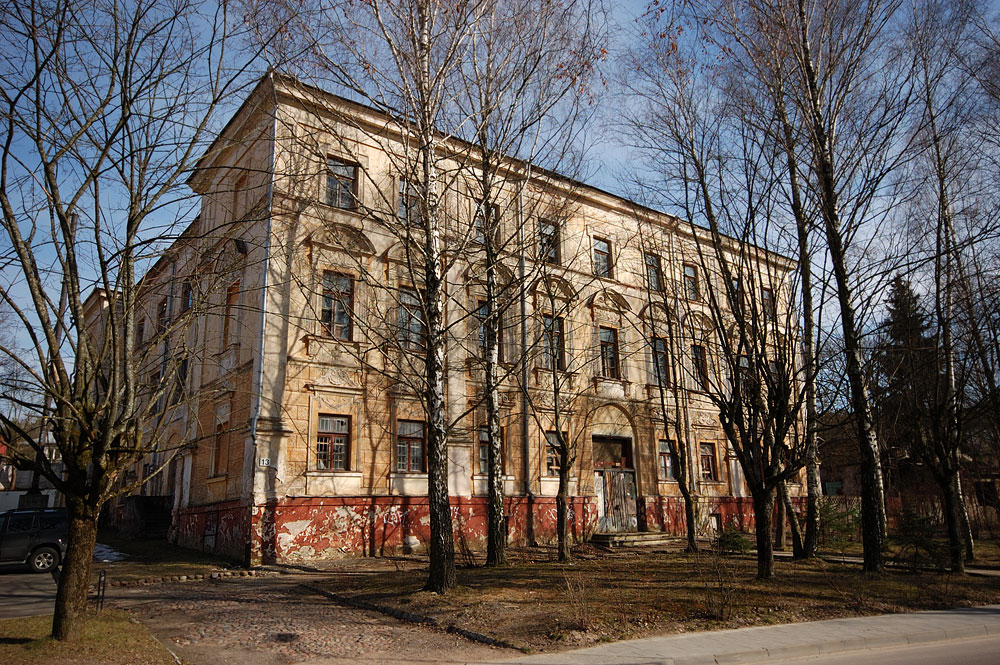
Krankenhaus von 1939 bis 1940

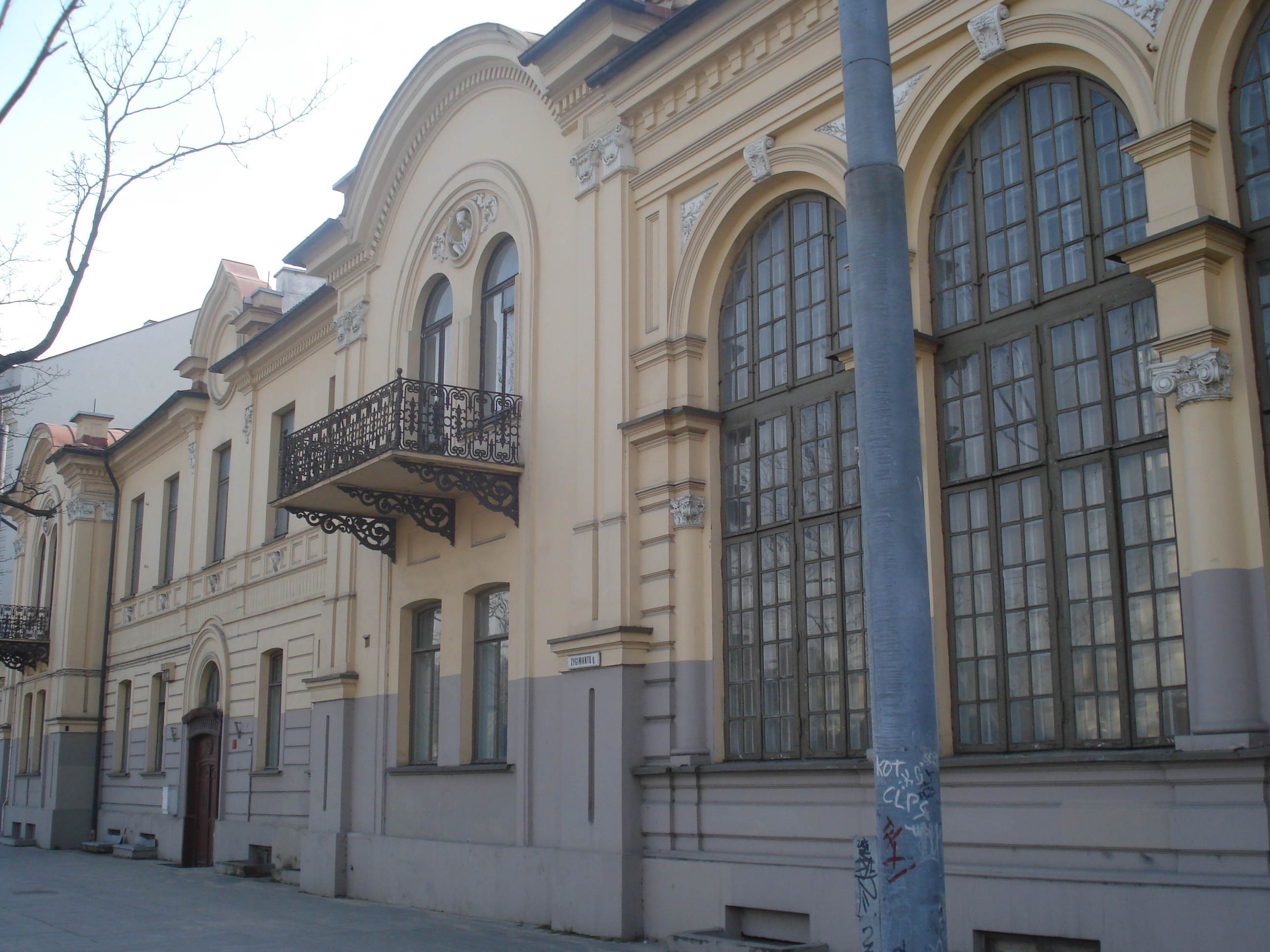
Verwaltung

Das Krankenhaus Rotes Kreuz Vilnius (lit.  Vilniaus Raudonojo Kryžiaus ligoninė) war ein Krankenhaus in Vilnius, Litauen. Es befand sich in der Altstadt Vilnius.

## Geschichte
Im Dezember 1939 gründete man das Krankenhaus Rotes Kreuz Vilnius. Es befand sich in Antakalnis, bei Sapieha-Krankenhaus.
Im Jahr 1940 verlegte man es zum Stadtzentrum. Nach dem Zweiten Weltkrieg diente das Krankenhaus der Medizinfakultät der Vilniaus universitetas. Ab Juni 1951 gab es auch eine Konsultationspoliklinik. Von 1978 bis 1979 wurde es rekonstruiert und erweitert.
Ab 1989 gehörte es dem Gesundheitsministerium Litauens und ab 2002 dem Bezirk Vilnius. 2003 wurde es an Kliniken Santariškės angeschlossen und firmierte als Centro-Filiale. Am 2. Januar 2004 wurde das Krankenhaus als eine juristische Person aufgelöst. 2013 wurde die Centro-Filiale aufgelöst.

## Namen
- 1939–1940: Lietuvos Raudonojo Kryžiaus Vilniaus ligoninė
- 1940–1941: Lietuvos TSR Raudonojo Kryžiaus Vilniaus ligoninė
- 1941: Lietuvos Raudonojo Kryžiaus Vilniaus ligoninė
- 1941–1944: Savitarpinės pagalbos Vilniaus ligoninė
- 1944–1946: Raudonojo Kryžiaus Vilniaus ligoninė
- 1946–1950: Vilniaus klinikinė ligoninė „Raudonasis Kryžius“
- 1951–1953: Vilniaus srities klinikinė ligoninė
- 1953–1964: Vilniaus respublikinė klinikinė ligoninė
- 1964–1982: Respublikinė Vilniaus klinikinė ligoninė „Raudonasis Kryžius“
- 1982–1989: Klinika prie Sveikatos apsaugos ministerijos Eksperimentinės ir klinikinės medicinos mokslinio tyrimų instituto
- 1989–1991: Sveikatos apsaugos ministerijos klinika „Raudonasis Kryžius“
- 1997: Vilniaus Raudonojo Kryžiaus ligoninė
- 1991–2002: Vilniaus universitetinė Raudonojo Kryžiaus ligoninė
- 2002–2003: Vilniaus Centro universitetinė ligoninė
- 2003–2013: Vilniaus universiteto ligoninės Santariškių klinikų Centro filialas